# Bruchus albopunctatus
Bruchus albopunctatus is een keversoort uit de familie bladkevers (Chrysomelidae). De wetenschappelijke naam van de soort werd in 1844 gepubliceerd door Charles Émile Blanchard.